# Dicrodon
Dicrodon és un gènere de sauròpsids (rèptils) escatosos de la família Teiidae compost per tres espècies.

## Taxonomia
- Dicrodon guttulatum Duméril & Bibron, 1839
- Dicrodon heterolepis (Tschudi, 1845)
- Dicrodon holmbergi Schmidt, 1957